# Augusta Soldan

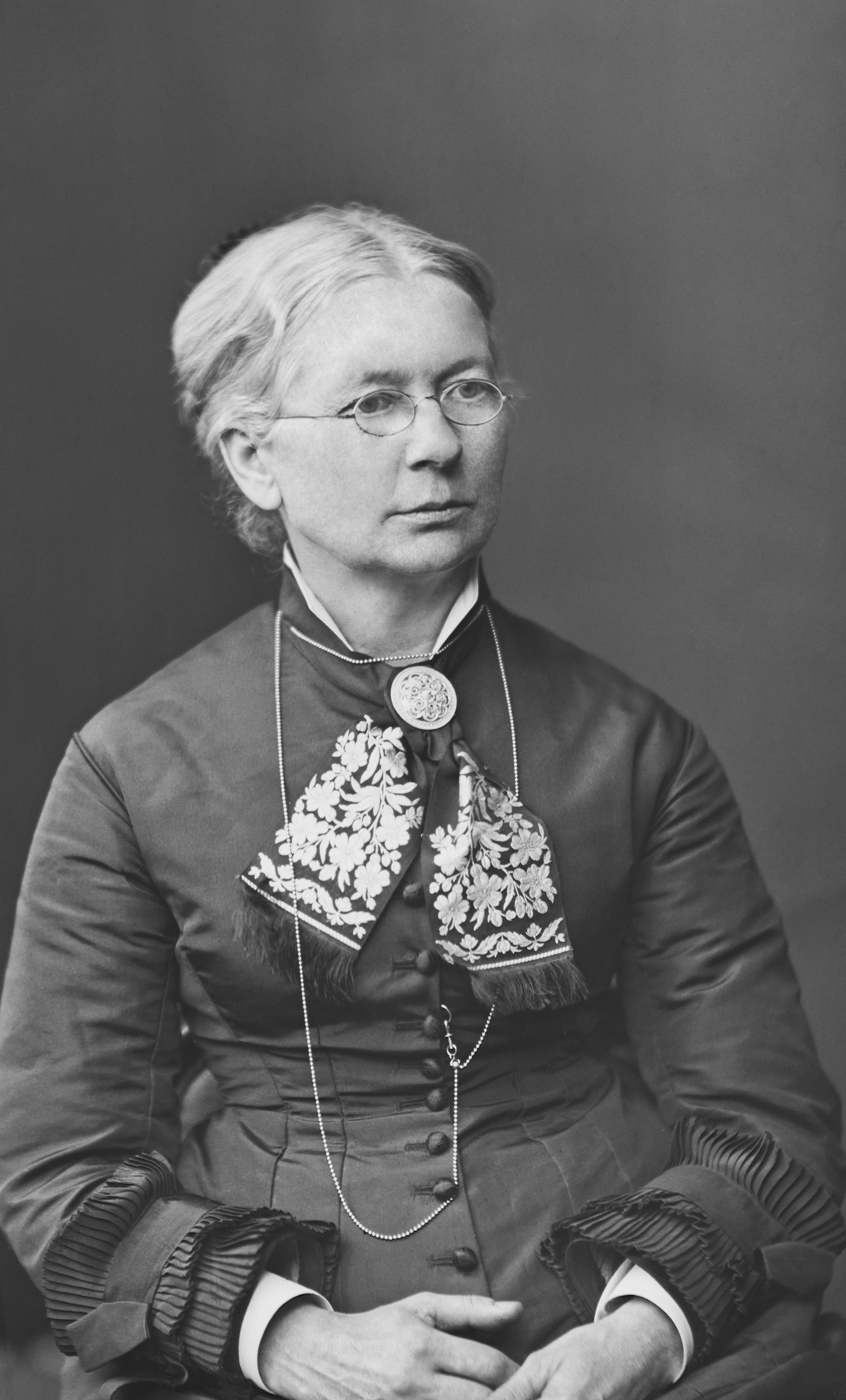
Augusta Soldan

Augusta Soldan (* 17. Juli 1826 in Lappeenranta (schwedisch: Villmanstrand); † 29. August 1886 in Sortavala) war eine finnische Landschaftsmalerin und Zeichenlehrerin.

## Leben
Augusta Evelina Soldan war eine Tochter des Gerichtsvollziehers Carl Gustaf Soldan und seiner Ehefrau Ulrika, geborene Lucander. August Fredrik Soldan (1817–1885), einer ihrer Brüder, war der erste Direktor der finnischen Münzprägestätte; seine Tochter Venny Soldan-Brofeldt (1863–1945) war ebenfalls eine bekannte finnische Künstlerin.
Augusta Soldan studierte in der Zeichenschule der Universität Helsingfors, wo sie von Magnus von Wright unterrichtet wurde. Mit ihm reiste sie 1857 nach Düsseldorf, wo beide einige Monate im Atelier des norwegischen Landschaftsmalers Hans Gude arbeiteten. Nach ihrer Rückkehr unterrichtete sie als Zeichenlehrerin. Sie blieb unverheiratet und starb nach schwerer Krankheit im Alter von 60 Jahren.
Augusta Soldan bildete sich unter anderem, indem sie Gemälde namhafter Düsseldorfer Maler, darunter von Albert Flamm und Franz Hengsbach, kopierte. Eigene Arbeiten waren meist kleinformatige Landschaftsbilder, die in Komposition und Kolorit den Einfluss ihres Düsseldorfer Aufenthalts zeigen. Bereits 1854 war sie erstmals mit einem Gemälde in einer Ausstellung vertreten. 1861 erhielt sie einen 2. Preis des Dukatenpreises des Finnischen Kunstvereins.

## Werkauswahl
- Skogsbäck (Waldbach), 1853; Öl, 38 × 44 cm (Kunsthandel)
- Maisematutkielma (Landschaftsstudie), Kopie nach Albert Flamm, 1858: Helsinki, Finnische Nationalgalerie - Ateneum
- Baijerilainen vuoristomaisema (Bayerische Berglandschaft), Kopie nach Franz Hengsbach, 1864
- Winterlandschaft; Öl/Lwd., 36 × 45 cm (Kunsthandel)